# البیانو
البیانو (به ایتالیایی: Albiano) یک سکونتگاه مسکونی در ایتالیا است که در ترنتینو واقع شده‌است.

## خصوصیات
البیانو ۹ کیلومترمربع مساحت و ۱٬۴۴۸ نفر جمعیت دارد و ۶۴۴ متر بالاتر از سطح دریا واقع شده‌است.